# Bumbești-Jiu
Bumbești-Jiu város Gorj megyében, Olténiában, Romániában.

## Fekvése
A Zsil folyó mentén helyezkedik el, a Páring-hegység lábánál.

## Történelem
Első írásos említése 1696-ból való.
Városi rangot 1989-ben kapott.

## Gazdaság
A városban található az ország egyik legjelentősebb fegyvergyára.